# Earth Interactions
Earth Interactions (EI) est une revue scientifique à comité de lecture publiée par l'American Meteorological Society, l'American Geophysical Union, et l'American Association of Geographers. Elle publie des recherches sur les interactions entre l'atmosphère, l'hydrosphère, la biosphère, la cryosphère et la lithosphère, y compris, mais non limité à, la recherche sur les impacts de l'homme (couverture des sols, irrigation, barrages et réservoirs, urbanisation, pollution, et glissements de terrain).
D'après le Journal Citation Reports, le facteur d'impact de ce journal était de 2,000 en 2021, se classant ainsi 146e dans la catégorie relative aux géosciences.

## Saisie et indexation
Le journal est résumé et indexé par Compendex, GÉOBASE, GeoRef, Scopus, Current Contents, et EBSCO, et ProQuest databases.